# Cymodusopsis brevicauda
Cymodusopsis brevicauda är en stekelart som beskrevs av Sanborne 1986. Cymodusopsis brevicauda ingår i släktet Cymodusopsis och familjen brokparasitsteklar. Inga underarter finns listade i Catalogue of Life.